# カール・ジャコビ
カール・ジャコビ（Carl Richard Jacobi、1908年7月10日 - 1998年8月25日）は、アメリカ合衆国の怪奇小説作家、ファンタジー作家、SF作家。ミネソタ州ミネアポリス生まれで、生涯をミネアポリス近郊で過ごした。

## 生涯
ハイスクール時代から小説を書き、ミネソタ大学在学中の1928年に同大学の文芸誌『ミネソタ・クオータリィ(Minnesota Quarterly)』誌の短編小説コンテストに「マイヴ (Mive)」が入賞。この作品はハワード・フィリップス・ラヴクラフトの賞賛をもってウィアード・テイルズ誌に買い取られ、同誌1932年1月号に掲載された。
1931年、ミネソタ大学を卒業後『ミネアポリス・スター(Minneapolis Star)』紙の記者となる。同年1月、ドナルド・ワンドレイに会うためにミネアポリスを訪問していたオーガスト・ダーレスと出会い、その後40年以上に及ぶ知遇を得る。
その後、広告と放送関係の雑誌『ミッドウェスト・メディア(Midwest Media)』誌の編集者として働き、退職後はフルタイムの作家となる。
『黒い黙示録 (Revelations in Black)』(1947)、『Portraits in Moonlight』(1946)、『Disclosures in Scarlet』(1972)の3冊の短編集がアーカム･ハウス社から、短編集『East of Samarinda』(1989)が Bowling Green State University Popular Press 社から、短編集『Smoke of the Snake』(1994)が Fedogan & Bremer 社から出版された。

## 日本語作品

### 『黒い黙示録』
1987年、国書刊行会、アーカム・ハウス叢書、訳：矢野浩三郎
- 「黒の告知」 Revelations in Black　（他に「黒の告白」、「黒の啓示」などの訳題もある）
- 「幽界通信」 Phantom Brass
- 「呪いのステッキ」 The Cane
- 「二百年の疾駆」 The Coach on the Ring
- 「凧」 The Kite
- 「運河」 Canal
- 「悪魔のピアノ」 The Satanic Piano
- 「最後のドライブ」 The Last Drive
- 「魔銃」 The Spectral Pistol
- 「サガスタの望遠鏡」 Sagasta's Last
- 「湖の墓地」 The Tomb from Beyond
- 「ピストル小島の宝」 The Digging at Pistol Key
- 「苔の島」 Moss Island
- 「カーナビーの魚」 Carnaby's Fish
- 「キングとジャック」 The King and the Knave
- 「宇宙交信」 Cosmic Teletype
- 「二振りの剣」 A Pair of Swords
- 「色彩の研究」 A Study in Darkness
- 「マイヴ」 Mive
- 「落書き」 Writing on the Wall
- 「風の中の顔」 The Face in the Wind

### その他短編
- 「水槽」 The Aquarium
- 「大鴉を刻む扉」 The Corbie Door
- 「カーバー・ハウスの怪」 The Unpleasantness at Carver House